# Advanced Computer Systems ACS-1007
Advanced Computer Systems ACS-1007 (ACS-1007) је професионални рачунар фирме Advanced Computer Systems који је почео да се производи у Француској током 1979. године.
Користио је непознато микропроцесорску јединицу а RAM меморија рачунара је имала капацитет од од 32 kb до 144 kb. 

## Детаљни подаци
Детаљнији подаци о рачунару ACS-1007 су дати у табели испод.
|                       |                                                             |
| [ 1 ]                 |                                                             |
| Произвођач            |                                                             |
| Тип                   | професионални рачунар                                       |
| Меморија              | од 32 до 144                                                |
| Поријекло             | Француска                                                   |
| Година                | 1979                                                        |
| Тастатура             | тастатура са пуним помаком тастера са нумеричком тастатуром |
| Процесор              | непознато                                                   |
| Фреквенција процесора |                                                             |
| RAM                   | од 32 до 144                                                |
| ROM                   |                                                             |
| Текст                 |                                                             |
| Графика               |                                                             |
| Боја                  |                                                             |
| Звук                  | 1 моно канал                                                |
| Димензије             | главна јединица / монитор : 32,8 x 38,1 x 34,3 / 13,6       |
| Портови               |                                                             |
| Оперативни систем     |                                                             |